# Benjamin Bocio
Selin Benjamin Bocio Richardson (Santo Domingo, 27 de abril de 1996), conhecido como Benjamin Bocio, é um empreendedor, modelo e ativista. 
Benjamin é conhecido por sua representação global no ativismo pela saúde.

## Biografia
Benjamin Bocio nasceu no Distrito Nacional, República Dominicana, em 27 de abril de 1996. Ele tem ascendência afro-caribenha, francesa e italiana por parte de seu pai, além de ascendência inglesa e judaica asquenazita por parte de sua mãe.
Benjamin Bocio começou sua jornada humanitária após o terremoto de 2010, quando fundou, junto ao seu pai, uma organização sem fins lucrativos com o objetivo de oferecer assistência médica e odontológica às comunidades carentes na República Dominicana. Ele completou o ensino médio com um diploma de técnico superior em hospitalidade e se graduou em odontologia pela Universidade Iberoamericana (UNIBE) de Santo Domingo.

## Carreira
Benjamin representou a República Dominicana em Londres, Reino Unido, na cúpula Um Mundo Jovem. Durante o evento, foi o único latino-americano selecionado como orador delegado. Em seu discurso, ele afirmou:
Em 2022, Benjamin Bocio criou a iniciativa "Caixas Vitais" com o objetivo de mobilizar recursos sustentáveis para ajudar as comunidades vulneráveis durante os momentos mais críticos da pandemia de Covid-19. Esta ação visava fornecer kits essenciais com alimentos e itens de saúde, atendendo às necessidades das populações carentes na República Dominicana. O trabalho de Benjamin foi amplamente reconhecido, destacando-se como uma ação humanitária significativa. 

## Reconhecimentos
Em 2021, Benjamin foi o primeiro dominicano a receber o prestigiado Diana Princess of Wales Memorial Award..Também foi reconhecido com o Prêmio Nacional Voluntário Solidário em 2019 pela Vice-Presidência da República Dominicana e, em 2022, recebeu o Prêmio Nacional da Juventude, a mais alta distinção concedida aos jovens pela Presidência e pelo Ministério da Juventude da República Dominicana.